# Pseudopetalophthalmus japonicus
Pseudopetalophthalmus japonicus är en kräftdjursart som beskrevs av Freddy Bravo och Murano 1997. Pseudopetalophthalmus japonicus ingår i släktet Pseudopetalophthalmus och familjen Petalophthalmidae. Inga underarter finns listade i Catalogue of Life.